# Goodman (Missouri)
Goodman – miasto w Stanach Zjednoczonych, w stanie Missouri, w hrabstwie McDonald.